# U.S. Pro Tennis Championships 1983
Lo U.S. Pro Tennis Championships 1983  è stato un torneo di tennis giocato sulla terra rossa. È stata la 56ª edizione del torneo, che fa parte del Volvo Grand Prix 1983. Il torneo si è giocato al Longwood Cricket Club di Boston negli USA, dall'11 al 17 luglio 1983.

## Campioni

### Singolare maschile
José Luis Clerc ha battuto in finale  Jimmy Arias con il punteggio di 6–3, 3–6, 6–0

### Doppio maschile
Mark Dickson /  Cássio Motta hanno battuto in finale  Hans Gildemeister /  Belus Prajoux con il punteggio di 7–5, 6–3